# Sylvain Gagnon
Pour les articles homonymes, voir Gagnon.
Sylvain Gagnon, né le 30 mai 1970 à Dolbeau (Québec), est un patineur de vitesse sur piste courte canadien. Son frère Marc Gagnon pratique aussi le patinage de vitesse sur piste courte.

## Palmarès
- Jeux olympiques d'hiver de 1992 à Albertville
  -  Médaillé d'argent en relais sur 5 000 m